# كارلوس مندوزا ديفيس
كارلوس مندوزا ديفيس (بالإسبانية: Carlos Mendoza Davis)‏ هو محامي وسياسي مكسيكي، ولد في 21 أبريل 1969 في مدينة مكسيكو في المكسيك. حزبياً، نشط في حزب العمل الوطني. وقد انتخب Governor of Baja California Sur ‏.